# 楚威王
楚威王（？—前329年），芈姓，熊氏，名商，楚宣王之子，战国时期楚国著名国君，被称为楚国的中兴之主。他在位期间，楚国的疆域达到了最大规模，囊括了长江中下游以及支流众多的淮河流域。苏秦曾对楚威王说：“西有黔中、巫郡，东有夏州、海阳，南有洞庭、苍梧，北有陉塞、郇阳。地方五千余里，带甲百万，车千乘，骑万匹，粟支十年。此霸王之资也。”前333年（楚威王七年），楚国大軍伐齐，與齊將申縛戰於泗水，進圍徐州，大敗申縛，随即被齊將田盼率军击败。威王十一年而卒，子楚懷王熊槐繼位。

## 生平

### 初期

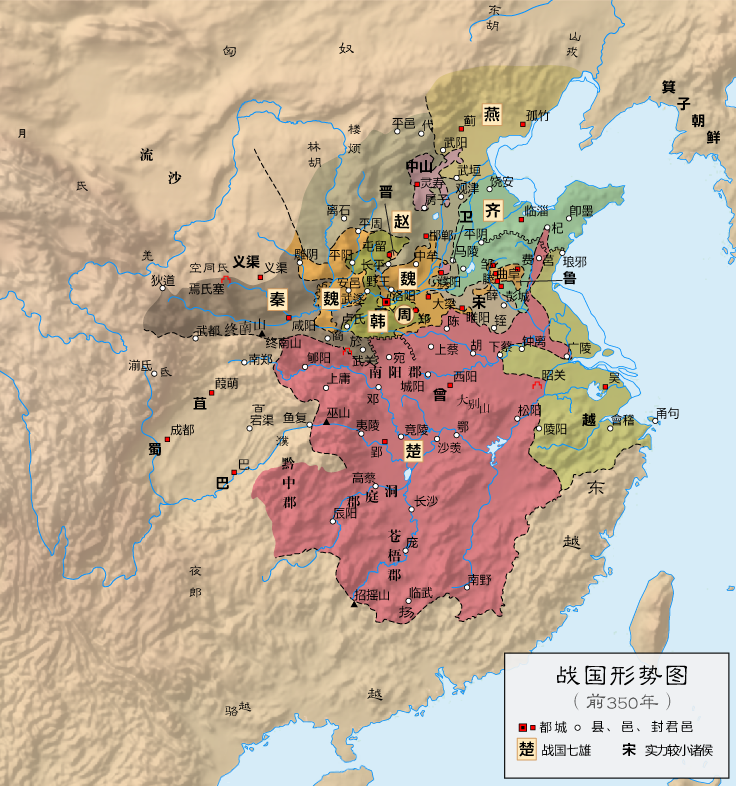
战国初期楚国形势图

前338年（楚威王二年），秦孝公去世，秦国内部发生动乱，商鞅被害。楚国、韩国和赵国奉行联秦以制魏的方针，前337年，楚威王、韩昭侯、赵肃侯都派使者前往秦国，向秦惠文君致贺。与之同时，蜀王使者也前往秦国向秦惠文君致贺。《史记 秦本纪》记载：“惠文君元年，楚、韩、赵、蜀人来朝”。
当时，齐国在齐威王的治理下已经日益强盛，最终在马陵之战击败了魏国。前334年（楚威王六年），齐威王与魏惠王“会徐州相王”，相约并力讨伐楚国。此事引起了楚国的极大愤怒。
前333年（楚威王七年），楚威王以景翠为楚师元帅，歼灭越师主力，尽取越人所占吴地。越人从此离散，成为楚国的附庸。最终，越国在秦始皇派王翦滅楚时彻底灭亡。

### 顶峰
在楚国灭掉越国的同一年，即前333年（楚威王七年），景翠在攻灭越国后，跟隨楚威王移师北上，与齐师大战于徐州，击败齐国，进围徐州，此戰失利後使齊威王非常憤怒改派田盼為將 ，楚威王景翠随即被田盼率军击败，楚国在他手上是战国时期的顶峰，其版图，西起大巴山、巫山、武陵山，东至大海，南起五岭，北至汝、颖、沂、泗，囊括了长江中下游以及支流众多的淮河流域，根据《史记 苏秦列传》记载，苏秦曾对楚威王说：“楚，天下之强国也；王，天下之贤王也。......地方五千余里，带甲百万，车千乘，骑万匹，粟支十年。此霸王之资也。”

### 后期
《史记 苏秦列传》记载，楚威王曾对苏秦说：“寡人之国西与秦接境，秦有举巴蜀并汉中之心。秦，虎狼之国，不可亲也。而韩、魏迫于秦患，不可与深谋，与深谋恐反人以入于秦，故谋未发而国已危矣。寡人自料，以楚当秦，不见胜也；内与群臣谋，不足恃也。寡人卧不安席，食不甘味，心摇摇然如县旌而无所终薄。”由此可以反映出楚威王对当时楚国所处局势的清醒认识。
前332年（楚威王八年），魏国将阴晋（今陕西华阴东）献给秦国，从此掀起了割地赂秦之风。阴晋易手之后两年，河西魏地全部被秦国攻占。又一年后，秦国又开始侵占河东的魏地了。
前329年（楚威王十一年），楚威王去世，在位十一年，子熊槐即位，是为楚怀王。

## 影視作品
- 《东周列国春秋篇》由袁洪啓飾演。
- 《羋月傳》由趙文瑄飾演。